# Ansār
Als Ansār (arabisch أنصار, DMG anṣār ‚Helfer‘) werden die Anhänger des islamischen Propheten Mohammed aus der Stadt Yathrib (später Medina) bezeichnet, die ihn und seine Anhänger aus Mekka, die sogenannten Muhādschirūn, im Jahr 622 in ihrer Stadt aufnahmen. Sie bestanden im Wesentlichen aus den arabischen Stämmen der Chazradsch und Aus, die in dieser Zeit zusammen mit anderen, jüdischen Stämmen Yathrib besiedelten.

## Koranische Verwendung des Begriffs
Der Begriff Anṣār (‚Helfer‘) kommt schon im Koran vor. Hier wird er zunächst für die Jünger Jesu’ verwendet:

„Als Jesus aber fand, dass sie ungläubig waren, sagte er: „Wer sind meine Helfer (auf dem Weg?) zu Gott?“ Die Jünger sagten: Wir sind die Helfer Gottes (anṣār Allāh). Wir glauben an ihn. Bezeuge, dass wir ihm ergeben sind!“

In Sure 61:14 werden die Gläubigen aufgefordert, in der gleichen Weise, wie dies die Jünger Jesu’ gewesen waren, „Helfer Gottes“ zu sein. Hier scheint der Begriff noch nicht für eine bestimmte Gruppe unter den Gläubigen reserviert zu sein.
Eine Differenzierung zwischen mekkanischen und medinischen Muslimen, die auf die arabische Wortwurzel n-ṣ-r zurückgreift, findet sich erstmals in Sure 8:72, wo es heißt:

„Diejenigen, die glauben und ausgewandert sind und mit ihrem Vermögen und in eigener Person um Gottes willen Krieg geführt (w. sich abgemüht) haben, und diejenigen, die (ihnen) Aufnahme gewährt und Beistand geleistet haben (allaḏīna awau wa-naṣarū), die sind untereinander Freunde.“

Die Gegenüberstellung von „Auswanderern“ (muhāǧirūn) und „Helfern“ (anṣār) begegnet dann noch zwei Mal in prägnanter Verkürzung in Sure 9:100 und 9:117.

## Die Ansār nach der islamischen Überlieferung

### Vorgeschichte
In der Zeit vor der Hidschra Mohammeds gab es in der Umgebung Yathribs (Medina) eine generationenlange Fehde mit jüdischen und arabischen Stammesgruppen auf beiden Seiten, die zu einer allgemeinen Erschöpfung führte. Die Chazradsch waren dabei mit den jüdischen Stämmen der Banū Quraiẓa und Banū ʾl-Naḍīr verbündet, die Banu Aus mit dem dritten jüdischen Stamm Yathribs, den Banū Qainuqāʿ. In den Jahren vor der Hidschra war nach längeren Kämpfen zwar eine gewisse Ruhe eingekehrt, die jedoch nur auf die gegenseitige Erschöpfung und nicht auf einen Friedensschluss gegründet war. Als im Jahre 620 sechs Angehörige der Chazradsch mit Mohammed zusammentrafen, erhofften sie sich wahrscheinlich Mohammeds Vermittlung in dem Konflikt.

### Die beiden ʿAqaba-Treffen
Bei der Wallfahrt 621 kehrten fünf von den sechs Männern aus Yathrib zurück und brachten sieben weitere Männer mit, darunter auch zwei von den Aus. An einem abgelegenen Ort namens ʿAqaba gelobten die zwölf Männer, Mohammed und seine Anhänger aufzunehmen und sie wie ihre Frauen und Kinder zu schützen (deshalb baiʿat an-nisāʾ „Huldigung der Frauen“). Ibn Ishāq berichtet, dass Muḥammad zusammen mit den zwölf Männern einen seiner mekkanischen Anhänger, Musʿab ibn ʿUmair, nach Yathrib schickte und ihm auftrug, „ihnen den Qurʾān vorzutragen, sie den Islam zu lehren, und sie in der Religion zu unterweisen.“
Im darauffolgenden Jahr kam es während des Ḥaddsch (Juni 622) zu einem zweiten Treffen in al-ʿAqaba, an dem diesmal 73 Männer aus Yathrib teilnahmen. Sie schworen nicht nur Mohammad den treuen Gehorsam, sondern gelobten auch, für ihn zu kämpfen. Dieser Eid ist deswegen als baiʿat al-ḥarb („Huldigung des Krieges“) bekannt. Möglicherweise bekamen die Anhänger Muḥammads aus Yathrib schon bei dieser Gelegenheit den Titel Anṣār („Helfer“) verliehen. Die islamische Tradition setzt zu diesem Ereignis Koranvers 61:14 in Beziehung, in dem die Gläubigen aufgefordert werden, wie die Jünger Jesu‘ „Helfer Gottes“ zu sein.
Mohammed selbst musste aus Mekka fliehen, da er sich, weil er die Götter der Mekkaner verunglimpfte, mit dem Großteil der Bevölkerung dort zerstritten hat und sein Beschützer Abū Tālib ibn ʿAbd al-Muttalib, schon drei Jahre vorher gestorben war.

### Nach der Ankunft Mohammeds in Medina
Das Ergebnis war tatsächlich ein Friedensschluss und ein Vertrag, der den Stadtstaat „Madinatun-Nabi“ als Föderation autonomer Stämme mit einer gemeinsamen Außen- und Verteidigungspolitik begründete. Die arabischen Stämme nahmen dabei, so die islamischen Quellen, mehr oder weniger aufrichtig den Islam an, und die jüdischen Stämme behielten ihre gesellschaftliche und religiöse Identität und ihre interne Rechtsautonomie.
Mohammed und seine Muhâjirûn beraubten sich, durch ihre Emigration aus Mekka, jeglicher Mittel zur Bestreitung ihres Lebensunterhaltes und waren deshalb auf die Hilfe der al-Ansâr angewiesen. Da dies kein Dauerzustand sein konnte, organisierte der Prophet Kriegszüge, um die Karawanen, die mit Mekka Handel trieben, abzufangen (siehe Schlacht von Badr). Dieses verschlimmerte natürlich das Verhältnis mit den Quraisch und den anderen mekkanischen Stämmen.
In diesem Gemisch von Muhâjirûn und Ansâr, Chazradsch und Aus, Muslimen, Polytheisten und Juden, gab es nicht nur Gewinner des Friedensschlusses innerhalb Medinas (außerhalb herrschte Krieg). Muslimische Quellen berichten von den vielen Fehden im Madinatun-Nabi. Die Unzufriedenen, wie z. B. die Wa’il, paktierten bisweilen auch mit den äußeren Feinden.

### Nach dem Tode des Propheten
Nach dem Tod des Propheten traten schwere Meinungsverschiedenheiten zwischen den mekkanischen Muhādschirūn und den Ansār auf. Die Ansār zogen zu Saʿd ibn ʿUbāda, dem Chef des medinischen Clans Banū Sāʿida, und versammelten sich in seiner Saqīfa, einem offenen Versammlungsplatz. Dort huldigten sie Saʿd und erhoben die Forderung, dass sich die Ansār und die Quraisch trennen und jeweils eigene Befehlshaber wählen sollten. Damit drohte die islamische Gemeinschaft, auseinanderzubrechen. Nur durch ʿUmar ibn al-Chattāb, der überraschend Abū Bakr huldigte und die anderen Muslime zur Anerkennung seiner Herrschaft drängte, konnte der Zusammenhalt der muslimischen Gemeinschaft gesichert werden. Einer der ersten Männer aus den Reihen der Ansār, der Abū Bakr huldigte, war nach den arabischen Quellen Baschīr ibn Saʿd. Er rivalisierte mit seinem Onkel Saʿd ibn ʿUbāda um die Führung der Chazradsch. Nachdem er sich von Saʿd abgewandt und ʿUmar den Treueid geleistet hatte, folgten ihm darin auch die anderen Ansār.

## Belege
1. ↑  Vgl. at-Tabarī: Ǧāmiʿ al-bayān ʿan taʾwīl āy al-Qurʾān ad 61:14.
2. ↑  Vgl. Wilferd Madelung: The Succession to Muḥammad. A Study of the Early Caliphate. Cambridge 1997. S. 28–34.